# Vladislav Lučić
Vladislav Lučić (serbisch-kyrillisch Владислав Лучић; * 7. August 1941 in Belgrad, Jugoslawien) ist ein ehemaliger serbischer Basketballtrainer und -spieler. Nachdem Lučić selbst als junger Mann bei Roter Stern als Spieler aktiv gewesen war, wurde er bereits mit Mitte zwanzig Nachwuchstrainer des Vereins. Ab 1970 arbeitete er zunächst als Trainer von Damenmannschaften, mit denen er im Laufe seiner Karriere vier nationale Meisterschaften und drei Pokalwettbewerbe gewann, sowie afrikanischer Auswahlmannschaften. Bei letzterer Tätigkeit gewann er mit der ivorischen Herren-Auswahl die Afrikameisterschaft 1981. Nachdem er zwischenzeitlich die Herrenmannschaften von Partizan und Roter Stern, mit der er zwei jugoslawische Meisterschaften gewann, trainiert hatte, war er von 1994 bis 1997 Nachfolger seines Landsmanns und Freunds Svetislav Pesic’ im Amt des Bundestrainers der deutschen Herren-Nationalmannschaft. Nach weiteren Tätigkeiten als Trainer in seiner Belgrader Heimat war er 2010 kurzzeitig Präsident von KK Roter Stern Belgrad.

## Karriere
Lučić, der bis 1967 selbst bei Roter Stern Basketball gespielt hatte, konzentrierte sich bereits mit Mitte zwanzig auf eine Tätigkeit als Trainer und wurde zunächst Trainer im Jugendbereich von Roter Stern. 1970 wurde er dann Trainer der Damenmannschaft des Lokalrivalen Partizan. Dies blieb er fünf Jahre, wobei er in dieser Zeit keine größeren Erfolge feiern konnte. Ab 1975 war er in seiner Haupttätigkeit Nationaltrainer der nigerianischen Herrenauswahl und blieb dies über vier Jahre. Bei der Afrikameisterschaft 1981 war er Trainer der ivorischen Auswahl, die nach zwei Silbermedaillen in den vorangegangenen Austragungen erstmals den Wettbewerb gewinnen konnte. Bei der WM-Endrunde 1982 in Kolumbien verlor man jedoch alle sieben Spiele und belegte den 13. und letzten Platz. Bei der Afrikameisterschaft 1983 verlor man als Titelverteidiger das Halbfinale gegen den Gastgeber und späteren Titelgewinner Ägypten. Im „kleinen Finale“ um die Bronzemedaille verlor man wie in der Vorrunde gegen den Senegal und blieb erstmals nach drei Turnieren ohne Medaille. Anschließend verschob sich Lučić’ Tätigkeitsschwerpunkt wieder in seine jugoslawische Heimat.
In der Saison 1985/86 wurde Lučić Nachfolger von Zoran Slavnić als Trainer der Herrenmannschaft von Partizan Belgrad, womit er erstmals eine Herrenmannschaft auf höchstem Niveau als verantwortlicher Trainer übernahm. Lučić wurde jedoch bald von seinem Assistenten Duško Vujošević abgelöst und trainierte ab 1987 wieder Damenmannschaften, wobei er mit der Auswahl seines Stammvereins Roter Stern jetzt erstmals auch auf Vereinsebene Titelerfolge erreichte und 1989 die jugoslawische Meisterschaft gewann. Im jugoslawischen Pokalwettbewerb der Damen reichte es jedoch nur zum Einzug in die Finalspiele. Ab 1990 arbeitete Lučić wieder im Ausland und trainierte die Damenmannschaft aus Challes-les-Eaux in Savoyen, mit der er zwei französische Meisterschaften 1991 und 1992 gewann. 1992 wurde Lučić dann auch Trainer der Herrenmannschaft von Roter Stern als Nachfolger von Duško Vujošević. Mit dem Vizemeister konnte er in der Finalserie 1993 den amtierenden Europapokalsieger und Titelverteidiger Partizan besiegen, der jedoch nach dem Triumph im Vorjahr Trainer und Spieler ins Ausland verloren hatte. Auch in der darauffolgenden Spielzeit konnte die Mannschaft mit dem jungen Centerspieler Dejan Tomašević den Titel gegen Partizan verteidigen. Anschließend musste man den Verlust seines Aufbauspielers Saša Obradović hinnehmen, der von Svetislav Pešić zu ALBA Berlin geholt wurde, während der 17-jährige Nachwuchsspieler Peja Stojaković nach Griechenland wechselte.
Svetislav Pešić, der vor seiner Tätigkeit als Vereinstrainer bei ALBA mit der deutschen Herrennationalmannschaft überraschend die Europameisterschaft 1993 in Deutschland gewonnen hatte, empfahl zugleich seinen Landsmann Lučić als seinen Nachfolger im Amt des Bundestrainers, das zwischenzeitlich von Dirk Bauermann als Interimstrainer bei der WM-Endrunde 1994 ausgefüllt worden war. Lučić erhielt vom Deutschen Basketball-Bund den Vorzug gegenüber den beiden US-amerikanischen Kandidaten Brendan Suhr und Jack McKinney sowie zwölf Bewerbern aus europäischen Ländern. Nachdem Roter Stern die Erfolge aus den beiden Vorjahren nicht wiederholen konnte, verlor Lučić 1995 schließlich seine Stelle als Vereinstrainer und konzentrierte sich auf die Arbeit als Nationaltrainer. Bei der deutschen Nationalmannschaft leitete Lučić nur behutsam einen Umbau beim amtierenden Europameister ein, der bei der EM-Endrunde 1995 wieder auf das Normalmaß vor dem Überraschungserfolg 1993 im eigenen Land quasi zurechtgerückt wurde. Ohne die Europameister Mike Jackel, der seine Nationalmannschaftskarriere beendet hatte, den abwesenden Henning Harnisch und Stephan Baeck gewann eine ansonsten im Kern aus Europameistern bestehende Auswahl in sechs Vorrundenspielen nur das Spiel gegen den sieglosen Gastgeber Schweden. Zwei Jahre später drehte Lučić die Verhältnisse um, da teilweise langjährige Spieler ihre Nationalmannschaftskarrieren beendet hatten. Bis auf die Europameister Henning Harnisch und Henrik Rödl sowie Sascha Hupmann war kein Spieler älter als 24 Jahre. Der 19-jährige Nachwuchsspieler Dirk Nowitzki, der in der 2. Basketball-Bundesliga spielte und bis dahin noch nicht in vollprofessionellen Ligen oder internationalen Wettbewerben im Herrenbereich gespielt hatte, war jedoch nicht vertreten. Doch auch der Neuaufbau hatte wiederum ein enttäuschendes Ergebnis, als man bei der EM-Endrunde 1997 nur gegen die Ukraine in der Vorrunde hoch gewann. Nach weiteren Niederlagen in Zwischen- und Platzierungsrunde belegte man in Katalonien schließlich den zwölften Platz und Lučić’ Vertrag als Auswahltrainer wurde nicht verlängert.
In der Saison 1997/98 wurde Lučić als dritter Cheftrainer in dieser Saison erneut Trainer von Roter Stern in seiner Heimatstadt. Im internationalen Korać-Cup 1997/98 erreichte die Mannschaft um Milenko Topić, in deren Reihen neben den jungen Jovo Stanojević und Igor Rakočević auch der spätere Basketball-Bundesliga-Trainer Igor Perović stand, die Finalspiele gegen Riello Mash Verona, in deren Reihen mit dem langjährigen deutschen Nationalmannschaftskapitän Hansi Gnad auch ein ehemaliger Schützling aus Lučić’ deutscher Episode stand. Nach dem Hinspielerfolg in Verona verlor man jedoch noch das Rückspiel in Belgrad mit neun Punkten Unterschied, was in der Endabrechnung drei Punkte zu viel waren. Nachdem Titelverteidiger Partizan in der nationalen Meisterschaft schwächelte, konnte Lučić Roter Stern in die Finalserie gegen Vizemeister FMP Železnik führen. Nach einem Auftaktsieg und einer Niederlage im zweiten Spiel wurde jedoch Lučić überraschend von seinen Pflichten entbunden und Mihailo Pavićević kurzfristig inthronisiert. Roter Stern gewann die folgenden Spiele und wurde erneut Meister. Partizan dominierte in folgenden Jahren die jugoslawische und serbische Meisterschaft, so dass Lučić an den einzigen drei Titelerfolgen von Roter Stern in der nationalen Meisterschaft seit der Trennung des früheren Jugoslawiens 1992 als Trainer beteiligt war (Stand: 2013). Auch Partizan „zerschliss“ in diesen Jahren viele Trainer, und so wurde Lučić in der folgenden Saison kurzzeitig Trainer von Partizan, mit denen er den nationalen Pokalwettbewerb 1999 gewann, und in der Saison 1999/2000 wieder für einige Spiele bei Roter Stern. Ab 2000 übernahm er dann wieder für eine längere Periode die Damenmannschaft von Roter Stern, die er nach zwei Finalserienniederlagen 2001 und 2003 und dem Pokalsieg 2003 im Jahr 2004 zum Double führen konnte. Nach diesem Erfolg beendete Lučić 2004 seine Tätigkeit als Trainer von Mannschaften in höchsten Spielklassen.
Im ersten Halbjahr 2010 war Lučić kurzzeitig Präsident der Basketballabteilung von Roter Stern. Er versuchte, bei der chronisch klammen Herrenmannschaft eine Fusion mit dem Lokalrivalen FMP Železnik herbeizuführen, die jedoch erst ein Jahr später folgen sollte, und stellte bereits Ende Juni 2010 sein Amt wieder zur Verfügung.